# Pseudonchus longus
Pseudonchus longus is een rondwormensoort uit de familie van de Desmodoridae. De wetenschappelijke naam van de soort is voor het eerst geldig gepubliceerd in 1949 door Allgén.